# 장동혁 (뮤지컬 배우)
장동혁(1990년 7월 13일 ~ )은 대한민국의 뮤지컬 배우다.

## 방송
- 더블 캐스팅 (2020) - Top44

## 공연
- 유령친구 (2013)
- 황태자 루돌프 (2014)
- 명성황후 (2015)
- 앙상블 (2015)
- 타임투킬 (2017)
- 오이디푸스 - 서울 (2019)
- 갈라 콘서트 - 안양 (2019)
- 갈라 콘서트 THE HARMONY 제주 (2019)
- 지킬앤하이드 (2021)

## 수상
- 경기도 청소년 종합예술제 대중음악 개인부문 우수상 (2008)